# 水域 (漫畫)
《水域》（英語：すいいき）是漆原友紀著作的日本奇幻漫画作品。自《月刊Afternoon》（講談社）2010年1月號開始連載至2010年12月號。漫畫於2011年全2卷由講談社發行。 同年愛藏版（講談社）全2卷正式出版。 2018年KC豪華（講談社）發行了全2卷新裝版。
本作是漆原有紀繼《蟲師》連載完結後，相隔1年3個月再度於《月刊Afternoon》連載的作品。故事講述少女千波偶然發現自己可透過意識抵達某個「已經不存在的村莊」，並且在探索村莊的過程中逐步理解家族歷史的延伸際遇。

## 故事大綱
川村千波是名就讀中學的少女。缺水期間，千波因為在學校體育課跑步期間昏倒，意識抵達一座臨近水域的古樸村莊「深山村」，她在那裡認識了名為「澄夫」的男孩和後者的父親「龍巳」，但在甦醒後發現自己返回了現實生活。隨著劇情進展，千波開始頻繁造訪澄夫和龍巳所在的村莊，同時逐漸理解家族和這座村莊的淵源。

## 角色介紹
川村 千波（かわむら ちなみ）
本作女主角，中學生，社團是游泳部。在缺水期間因為在體育課跑步時昏倒，導致意識抵達了一間接近水域的村莊「深山村」，認識了龍巳和澄夫，以此契機開始頻繁造訪兩者，隨劇情進展始理解家族和多年前因為水壩工程被填平、已經不存在的村莊的淵源。後來偕同家人再訪水壩期間遭遇土石崩塌，連同回歸現實的龍巳被送往醫院治療，順利醒來康復。結局時已經成年學會開車。
川村 和澄（かわむら かずみ）/宮澤 和澄（みやざわ かずみ）
千波的母親，婚前舊姓宮澤。原本是「深山村」出身的少女，曾和鄰居透互有好感，但因為兄長澄夫戲水失蹤一事耿耿於懷，在村莊因為水壩工程的影響需要遷村時，偕同母親清子搬離村莊，成年結婚生下千波。起先避諱千波提及村莊的事情，經由清子的開導，向千波透露真相，亦在意識抵達村莊期間正式和父親龍己、兄長澄夫重逢，正式從過去的陰影釋懷。結局時偕同丈夫、千波準備父母搬來家裡的事宜。
千波的父親
本名不明，相當關心和澄與千波。在千波開始出現頻繁透過夢境造訪村莊的現象後，偕同妻子造訪宮澤家理解實情。結局時偕同和澄、千波準備岳父母搬來家裡的事宜。
宮澤 澄夫（みやざわ すみお）
千波在村莊偶遇的男孩，其實是和澄的兄長兼千波的舅舅。多年前在瀑布戲水時，為了探索瀑布躍入水域深處，結果一去不回，靈魂停留在村莊裡，與後來因為昏迷導致意識抵達該處的龍巳生活。
將千波當成朋友相待。起先並不知道「深山村」變遷的事情，故對於後來意識抵達村莊的和澄稱呼他兄長一事感到不解。隨著龍巳的意識回歸身體、龍巳與千波的意識因為遭遇土石崩塌抵達他所在的村莊時，始理解外界變遷的事實，最終在無奈之下向兩者道別。事後清子將澄夫的照片供奉在家裡以茲紀念。
宮澤 龍巳（みやざわ たつみ）
千波在接近水域的村莊認識的長者，其實是千波的外祖父，同時是澄夫與和澄的父親。在夢境裡的「深山村」可透過將「龍神之玉」拋進水域裡祈求停止洪災。年輕時在「深山村」邂逅清子與之相戀，在戰爭爆發前將村裡流傳、供奉在瀑布附近龍神祠堂的「龍神之玉」作為信物交給清子保管。戰爭歸來後與清子結婚，育有子女澄夫與和澄，在村莊上流處擔任漁夫維持生計，為了幫助兒子學會游泳而帶他造訪龍神祠堂說明龍神的傳說。但後來因為澄夫失蹤遭受打擊，在村莊因為水壩工程被迫遷村時選擇留在當地，於五年前在建築工地昏倒住院，至此意識停駐在澄夫所在、處於水壩工程前的村莊。
在千波開始出現頻繁透過夢境造訪村莊後，認出千波其實是自己的外孫女，與清子重逢後意識回歸現實世界，接受澄夫離去的事實。偕同家人造訪水壩期間與千波遭遇土石崩塌，兩者的意識抵達澄夫所在的村莊，正式向澄夫道別，感謝龍神多年的守護兼將珍藏多年的「龍神之玉」投入瀑布裡，龍巳與千波亦於醫院順利甦醒康復。結局時搬離原本居住的村莊，與千波等人同住。
宮澤 清子（みやざわ きよこ）
千波的外祖母，同時是澄夫與和澄的母親。與治美是多年鄰居兼好友。年輕時與龍巳相戀，在後者參與戰爭期間幫忙保管「龍神之玉」，與龍巳結婚育有子女澄夫與和澄。後由於澄夫失蹤、「深山村」因為水壩工程被迫遷村時，力勸龍巳應為了和澄的將來著想，跟著她與和澄搬離村莊未果，轉而與和澄搬遷至其他地方，將龍巳當年給她的「龍神之玉」歸還給他。
事隔多年後，因為千波頻繁在夢境裡的村莊接觸龍巳和澄夫，在意識抵達村莊期間和龍巳重逢，將他帶回現實世界。結局時偕同龍巳與家人共同生活。
治美（はるみ）
清子多年的鄰居和好友，少年時期是班級的委員長，正義感強烈。接受家人的安排與鎮上人士結婚，但因為和婆家不睦，遂帶著兒子透搬離婆家。起先帶領其餘村民抗議在「深山村」興建水壩的工程，但後來因為考量到透的大學學費和丈夫的債務，最終迫於現實妥協放棄反水壩建設運動，取得補償金並以此償還丈夫的債務，資助透前往大學進修。後來外出期間與包含千波、清子在內的眾人重逢，告知龍巳在醫院昏迷長達五年的消息。
透
治美的兒子，和澄年輕時期的鄰居兼情感對象。多年前因為母親帶領其餘村民抗議在「深山村」興建水壩的工程，被村民視為「支持派」的間諜備受側目。多年後成為醫生在醫院任職，發現在工地昏迷的龍巳，將他送往醫院治療。
龍神
本作的關鍵角色，棲息在因為水壩工程被迫遷村的「深山村」水域的龍神。傳說中龍神在久遠前化成女子的形象，與當地的武士結婚，生下一名身上長有鱗片的孩子，但亦因此遭受眾人非議，遂在離去前將「龍神之玉」留給後代，守護著村莊。後來龍巳與千波的意識因為遭遇土石崩塌、抵達澄夫所在的村莊時，龍巳感謝龍神多年的守護兼將珍藏多年的「龍神之玉」投入瀑布裡，待在水壩附近的人們同時目睹了水域升起謎樣霧氣的景象，目睹此景的清子稱「龍神大人」。

## 書誌情報
- 漆原友紀『水域』講談社〈アフタヌーンKC〉、全2巻
  1. 2011年1月21日初版發行[7]（同日發售[8]）、ISBN2 978-4-06-310724-1
  2. 2011年1月21日初版發行[9]（同日發售[10]）、ISBN2 978-4-06-310725-8
- 漆原友紀『水域 愛藏版』講談社〈アフタヌーンKC〉、全2巻
  1. 2011年1月發行[11]（1月21日發行[12][13]）、ISBN2 978-4-06-364845-4
  2. 2011年1月發行[14]（1月21日發售[12][15]）、ISBN2 978-4-06-364846-1
- 漆原友紀『新装版 水域』講談社〈KCデラックス〉、全2巻
  1. 2018年5月發行[16]（5月23日發售[4][17]）、ISBN2 978-4-06-511655-5
  2. 2018年5月發行[18]（5月23日發售[4][19]）、ISBN2 978-4-06-511656-2